# Селадион Александријски
Патријарх Селадион, био је девети патријарх и поглавар (папа) Александријске патријаршије. Људи и епископи у Александрији устоличили су патријарха Селадиона 152. године за време владавине Антонина Пија. Рођен је у Александрији, у Египту и народ га је много волео јер је био праведан и мудар.
Када је преузео руководство, настојао је да прати пут својих претходника. Његова владавина била је мирна, и ништа није сметало спокоју хришћана и хришћанства. Он је остао непоколебљив у свом раду четрнаест година, шест месеци и три дана и преминуо је за време владавине Луција Вера, 9. епипа (16. јула) 166. године. Каконизован је и сахрањен заједно са својим претходницима.